# Hobšovice
Hobšovice (en allemand : Hobschowitz) est une commune du district de Kladno, dans la région de Bohême-Centrale, en Tchéquie. Sa population s'élevait à 356 habitants en 2020.

## Géographie
Hobšovice se trouve à 6 km au sud-ouest de Velvary, à 15 km au nord-nord-est de Kladno et à 30 km au nord-ouest du centre de Prague.
La commune est limitée par Poštovice, Kmetiněves et Hospozín au nord, par Černuc à l'est, par Velvary au sud-est, par Žižice au sud et par Beřovice et Zlonice à l'ouest.

## Histoire
La première mention écrite du village date de 1185.

## Administration
La commune se compose de deux quartiers :
- Hobšovice
- Skůry (comprend le hameau de Křovice)